# 랜드리 벤더
랜드리 벤더(Landry Bender, 2000년 8월 3일 ~ )는 미국의 배우이다.

## 출연 작품

### 영화
- 더 시터 (2011)

### 텔레비전
- 크래시 & 번스타인 (2012-14)
- 언제나 베프 (2015-16)
- 라이온 수호대 (2017-)
- 풀러 하우스 (2017-18)
- 루킹 포 알래스카 (2019)